# Pluton

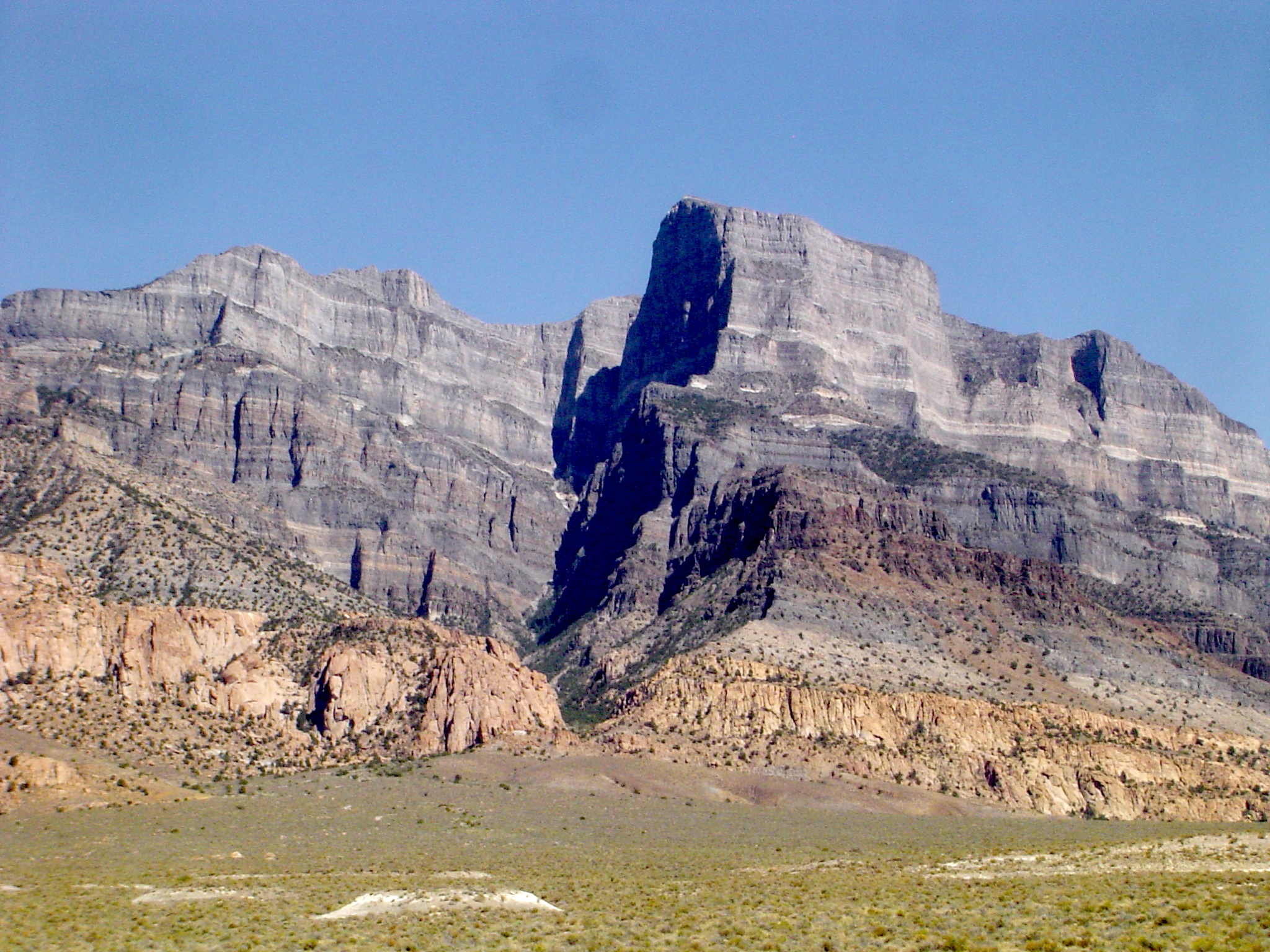
Pluton monzonitu intrudovaný pod sedimentární horniny a následně vyzdvižen a obnažen na povrch. Oblast Notch Peak, House Range, Utah (USA)

Pluton je termín z geologie, kterým označujeme velké těleso magmatického původu, nacházející se většinou v hlubinách zemské kůry. Název těleso obdrželo od římského pojmenování boha podzemí Plúta. Těleso je tvořeno převážně kyselým magmatem, které je zastoupeno granity. Spodní ohraničení plutonu není většinou známo a šířkově mohou plutony zabírat území od kilometrů až po tisíce kilometrů. Mohou se vyskytovat v celé škále tvarů závislých na hornině, do níž se magma vlévá. Následkem výlevu žhavého magmatu vzniká v okolí plutonu pásmo natavených a částečně přeměněných hornin tzv. kontaktní dvůr či kontaktní lem (literatura v tomto případě zná obě pojmenování).
Vlivem eroze a denudace se pluton obnažuje a vystupuje na zemský povrch. Protože má větší odolnost vůči erozním vlivům, je v krajině zachován jeho ráz a stává se kuriózní dominantou okolí. V některých případech se začne část plutonu odlupovat po blocích ve tvaru desek. V tom případě mluvíme o exfoliačním dómu.
Příkladem plutonu je středočeský pluton, který je třetím největším tělesem v českém masívu. Má přibližnou délku 146 km, šířku 30 km a plochu kolem 3200 km².